# Pour le Mérite (Film)
Pour le Mérite ist ein nationalsozialistischer Propagandafilm von Karl Ritter aus dem Jahre 1938. Er propagiert die Dolchstoßlegende, die die militärische Niederlage im Ersten Weltkrieg auf einen angeblichen Verrat in der Heimat abschiebt. Zugleich beschreibt er die ehemaligen Frontkämpfer als Wegbereiter des Nationalsozialismus in Deutschland und glorifiziert die illegale Aufrüstung der Wehrmacht.
Es handelt sich um einen Vorbehaltsfilm der Friedrich-Wilhelm-Murnau-Stiftung. Er gehört damit zum Bestand der Stiftung, ist nicht für den Vertrieb freigegeben, und darf nur mit Zustimmung und unter Bedingungen der Stiftung gezeigt werden.

## Handlung
Der Film ist episodenartig aufgebaut und stellt die Jagdflieger Fabian, Prank, Moebius und Gerdes teils zusammen, teils abwechselnd, in den Mittelpunkt der Handlung.
 In Süddeutschland 
Der knapp neunzehnjährige Leutnant Fabian feiert mit seiner Verlobten überschwänglich in einem Gartenlokal in Süddeutschland. Am Abend erreicht ihn die Meldung, dass er mit dem Orden Pour le Mérite ausgezeichnet worden ist. Daraufhin will Fabian mit seiner Verlobten an den Eibsee fahren, wird aber am nächsten Morgen vorzeitig an die Front zurückbeordert.
 Jagdgeschwader 12 
An der Westfront werden Fabian und die anderen Offiziere des Jagdgeschwaders 12 in diverse Luftkämpfe verwickelt. Sie erringen zahlreiche Luftsiege, verlieren aber auch einige Geschwaderangehörige in den verlustreichen Gefechten. Eines Tages kehrt Hauptmann Prank mit der Nachricht aus der Etappe zurück, dass in Deutschland eine Revolution (Novemberrevolution) ausgebrochen ist. Das Geschwader will seine Maschinen nicht ausliefern und gerät zwischen Darmstadt und Mannheim in Auseinandersetzungen mit dem dortigen Arbeiter- und Soldatenrat. Schließlich werden die Flugzeuge verbrannt, nur Moebius scheint plötzlich verschwunden zu sein.
 Nachkriegszeit 
Nach dem Kriegsende müssen sich die ehemaligen Offiziere in Zivilberufe einfinden, was ihnen mehr schlecht als recht gelingt. Insbesondere Prank steht schließlich vor dem völligen Nichts. Der plötzlich wieder auftauchende Moebius nimmt Prank und seine Frau auf sein Gut, wo Moebius auch sein heimlich gerettetes Flugzeug aus Kriegszeiten versteckt. Um das Flugzeug kommt es zu einem Kampf mit einer kommunistischen Gruppe, wobei die Maschine zerstört wird und Isabel Prank stirbt. Prank kommt ins Gefängnis, wo ein Befreiungsversuch seiner Ex-Kameraden scheitert. Nach Verbüßung seiner Strafe geht der verbitterte Prank ins Ausland.
 Zeit des Nationalsozialismus 
Nach 1933 baut der NS-Staat im Reich eine neue Luftwaffe auf. Die ehemaligen Offiziere werden reaktiviert und in die Luftwaffe eingegliedert. Gerdes, Moebius und Fabian holen schließlich auch Prank nach Deutschland zurück, wo letzterer als Oberst ein neues Jagdgeschwader anvertraut bekommt.
Der Film schließt 1935 mit der Verkündung der allgemeinen Wehrpflicht durch Joseph Goebbels, während sich jubelnde Massen unter den Kriegerdenkmälern des Weltkriegs sammeln. Die Frontsoldaten des Weltkriegs werden in den Uniformen der neuen Wehrmacht gezeigt.

## Produktion und Rezeption
Der Film wurde von der UFA produziert und verliehen. Die deutsche Erstaufführung fand am 22. Dezember 1938 statt. Er erhielt die Prädikate „staatspolitisch und künstlerisch besonders wertvoll“ sowie „jugendwert“.
Nach dem Ende des Zweiten Weltkrieges stellte das Oberkommando der Alliierten die Aufführung unter Verbot. Heute liegen die Auswertungsrechte bei der Friedrich-Wilhelm-Murnau-Stiftung, die die Vorführung dieses Vorbehaltsfilms nur im Rahmen spezieller Bildungsveranstaltungen ermöglicht.

## Kritik
Pour le Mérite gilt als Paradebeispiel für die Perspektive des NS-Films auf Novemberrevolution und Weimarer Republik, im Film deutlich dargelegt durch die gegen Demokratie und Parlamentarismus gerichtete Erklärung eines ehemaligen Frontsoldaten vor Gericht:
„Ich habe mit diesem Staat gar nichts zu schaffen, denn ich hasse die Demokratie wie die Pest. Was immer Sie tun mögen, ich werde sie schädigen und stören, wo ich nur kann. Wir müssen wieder ein Deutschland auf die Beine stellen, das den Vorstellungen eines Frontsoldaten entspricht. Dabei mitzuhelfen halte ich für meine Lebensaufgabe. Ich werde das auf Soldatenweise lösen.“